# Jacques Royer Crecy
Jacques Royer Crecy (ur. 24 lutego 1928, zm. 8 października 2014) – francuski bokser kategorii średniej, były mistrz Francji w kategorii średniej.

## Kariera zawodowa
Na zawodowym ringu zadebiutował 2 października 1948 r., pokonując Marco Brito. 18 czerwca 1950 zmierzył się z rodakiem Jeanem Stockiem w pojedynku o mistrzostwo Francji w kategorii średniej. Crecy zwyciężył przez nokaut w 8. rundzie, zdobywając pas. Pas utracił nieco ponad miesiąc później (23 lipca), przegrywając z Kidem Marcelem.
10 lutego 1952 r. odzyskał mistrzostwo Francji, pokonując swojego byłego rywala Jeana Stocka. Tytuł obronił dwukrotnie, raz w 1952 oraz w 1953.
12 lipca 1954 r. zmierzył się z Floydem Pattersonem. Francuz w 1. rundzie posłał rywala na deski, świetni rozpoczynając walkę. Ostatecznie walka została przerwana w 7. rundzie z powodu głębokiego rozcięcia nad lewym okiem Francuza. Walka była zaplanowana na 8. rund.
Jacques Royer Crecy zmarł 8 października 2014, miał 86. lat.